# Sabino Dante Sabini
Sabino Dante Sabini Anelli (Pando, Canelones, Uruguay, 28 de abril de 1909 - Montevideo, Uruguay, 21 de setiembre de 1984), fue un magistrado uruguayo, miembro de la Suprema Corte de Justicia de su país entre 1973 y 1979 (denominada únicamente Corte de Justicia desde 1977).

## Primeros años
Nació en Pando el 28 de abril de 1909, hijo de Francisco Sabini, italiano, y de Raquel Anelli, uruguaya.
Cursó estudios en la Facultad de Derecho de la Universidad de la República, donde obtuvo el título de abogado.

## Juez de Paz
En mayo de 1935 ingresó a la carrera judicial al ser designado Juez de Paz de la 1° sección judicial de Maldonado, con sede en Maldonado.
En abril de 1937 fue trasladado al Juzgado de Paz de la 1° sección judicial de Canelones, con sede en Canelones.

## Fiscal Letrado
En febrero de 1939 pasó del Poder Judicial al Ministerio Público al ser designado Fiscal Letrado Departamental de Rivera.
En diciembre de 1940 fue trasladado a la Fiscalía Letrada Departamental de Rocha.
Finalmente, en marzo de 1942 fue nombrado Adjunto a la Fiscalía Letrada de Hacienda de Primer Turno, en Montevideo, donde sin embargo permanecería apenas tres meses.

## Juez Letrado en el interior
En efecto, en junio de 1942 abandonó la Fiscalía y regresó al Poder Judicial al ser nombrado Juez Letrado de Artigas.
Pocos meses después pasó a desempeñarse como Juez Letrado de Tacuarembó, y en junio de 1945 fue nuevamente trasladado al Juzgado Letrado de San José, su último cargo en el interior del país.

## Juez Letrado en la capital
En setiembre de 1949 fue ascendido a cumplir funciones como Juez Letrado en Montevideo, inicialmente como Juez Suplente, y a partir de agosto de 1950 como Juez Letrado de Instrucción y Correccional de Sexto Turno.
En marzo de 1952 fue trasladado al Juzgado Letrado de Menores de Primer Turno, y en junio de 1954 fue nombrado Juez Letrado del Crimen de Segundo Turno, cargo que ocupó por más de ocho años. 
Por último, en febrero de 1963 asumió el puesto de Juez Letrado en lo Civil de Cuarto Turno.

## Tribunal de Apelaciones
En febrero de 1965 obtuvo un nuevo ascenso al ser nombrado como uno de los ministros del nuevo Tribunal de Apelaciones en lo Penal de 2° turno, que acababa de ser creado.
Permaneció integrando el mismo por espacio de ocho años.

## Suprema Corte de Justicia
El 1 de junio de 1973 se produjo una vacante en la Suprema Corte de Justicia por el cese en su cargo de Alberto Sánchez Rogé. Durante el transcurso del plazo de 90 días que el artículo 236 de la Constitución establecía para que la Asamblea General cubra las vacantes generadas en la Suprema Corte de Justicia, el Parlamento fue disuelto por el golpe de Estado del 27 de junio de 1973, quedando el país sin órgano legislativo en funcionamiento hasta la instalación del Consejo de Estado, que ocurrió recién en diciembre del mismo año. 
En tal circunstancia excepcional, y vencido dicho plazo, la Suprema Corte de Justicia decidió aplicar la previsión constitucional que disponía que en tal caso debía ingresar a la misma el ministro más antiguo de los Tribunales de Apelaciones, que en aquel momento era Sabini. En consecuencia, el 31 de agosto de 1973 éste fue incorporado directamente a la Suprema Corte de Justicia, constituyendo un caso inédito en la historia de la misma, pues ha sido el único magistrado en haberse incorporado a dicho cuerpo sin haber prestado juramento ante ningún órgano legislativo ni ejecutivo. La única situación con alguna similitud había sido la de José B. Nattino y Juan M. Minelli, quienes fueron designados en 1942, en pleno régimen de facto de Alfredo Baldomir, previa opinión favorable del Consejo de Estado, por Decreto-ley del Poder Ejecutivo; pero en este caso, a diferencia del de Sabini, sí prestaron juramento, aunque lo hicieron ante el Poder Ejecutivo. 
Sabini ocupó la Presidencia de la Corte durante el año 1976.

## Corte de Justicia. Retiro
Tras el inicio de la dictadura cívico militar de 1973, se registró un paulatino cercenamiento de la autonomía e independencia del Poder Judicial. Con la asunción de la Presidencia de la República por Aparicio Méndez, dicho proceso se aceleró. 
Inmediatamente se creó el Ministerio de Justicia, mediante el artículo 2° del Decreto Constitucional (o Acto Institucional) número 3 de 1° de setiembre de 1976. Menos de un año después, el 1° de julio de 1977, se dictó el Decreto Constitucional-Acto Institucional número 8, por el que se modificaron las normas constitucionales referentes al Poder Judicial, dejando de tener carácter de tal y pasando a denominarse Administración de Justicia y a depender administrativamente del Poder Ejecutivo. La Suprema Corte de Justicia pasó a llamarse únicamente Corte de Justicia, a secas, y perdió la mayor parte de sus competencias como jerarca administrativo del sistema judicial, por ejemplo, las referidas a designaciones y traslados de jueces, en las que pasó a tener solo la potestad de iniciativa y cuya resolución final quedó en manos del Poder Ejecutivo.
El Poder Judicial y la Suprema Corte de Justicia solo recuperarían tales denominaciones con el Acto Institucional N° 12 en 1981, y solo recobrarían la plenitud de su independencia y de sus funciones constitucionales con el restablecimiento de la democracia en 1985. 
Pese a que el DC-AI N° 8 establecía una duración de cinco años para los cargos de miembro de la Corte de Justicia, a quienes ya la integraban se les permitió permanecer hasta el límite de diez años vigente al momento de su ingreso. Sin embargo, Sabini cesó en su cargo en abril de 1979, al alcanzar los 70 años, edad máxima establecida por la Constitución y reiterada por el DC-AI N° 8 para ocupar cargos judiciales. La vacante generada por su retiro fue cubierta por el Consejo de la Nación con la designación de José Pedro Igoa.

## Vida personal y fallecimiento
Contrajo matrimonio en 1939 con Isabel Gaye, también abogada, con quien tuvo una hija, Graciela Rosario Sabini Gaye. 
Sabino Dante Sabini falleció en Montevideo el 21 de setiembre de 1984, a los 75 años de edad.